# Robert Pahncke
Robert Pahncke (* 5. März 1885 in Darmstadt; † 1977) war ein deutscher Pädagoge und Autor.

## Leben
Pahncke war der Sohn des Pfarrers Karl Hermann Pahncke, der zuletzt geistlicher Inspektor und Professor an der Königlichen Landesschule Pforta war, und seiner Ehefrau Helene, geb. Beyschlag, einer Tochter von Willibald Beyschlag. Der Historiker und Germanist Max Pahncke (* 1882; † nach 1959) war sein älterer Bruder.
Er besuchte von 1900 bis 1903 die Landesschule Pforta und machte 1906 sein Abitur am Gymnasium Trarbach. Ab dem Wintersemester 1906 studierte er an den Universitäten Kiel, Leipzig und Halle Geschichte, Geographie und Germanistik und bestand 1914 das erste Staatsexamen für das höhere Lehramt in Preußen.
Ebenfalls 1914 wurde er an der Universität Halle mit einer Dissertation über die Parallel-Erzählungen Otto von Bismarcks zu seinen Gedanken und Erinnerungen zum Dr. phil. promoviert.
Pahncke hatte von Oktober 1906 bis September 1907 seinen Wehrdienst als Einjährig-Freiwilliger beim Infanterie-Regiment „König Georg“ (7. Königlich Sächsisches) Nr. 106 geleistet. Mit Beginn des Ersten Weltkriegs wurde er reaktiviert und diente als Leutnant und Kompanieführer.
Erst mit Ende des Krieges konnte er sein Referendariat am Reformrealgymnasium in Halle/Saale beginnen. An dieser Schule, die seit 1937 Friedrich-Nietzsche-Schule hieß, unterrichtete er bis 1945. Von 1945 bis 1947 leitete er kommissarisch die Landesschule Pforta. Ab 1947 war er in Schulpforta weiter als Lehrer tätig und blieb auch nach der Pensionierung 1950 noch für die Bibliothek verantwortlich.
Im Ruhestand verfasste er eine umfassende Geschichte der Zisterzienserabtei und der Landesschule Pforta.
Er war verheiratet mit Käthe Pahncke (1899–1959), geb. Rühl. Wolfgang Pahncke war ein Sohn des Paares.

## Auszeichnungen
- 30. Oktober 1914: Eisernes Kreuz 2. Klasse
- 14. Juni 1917: Albrechts-Orden, Ritter 2. Klasse mit Schwertern

## Schriften
- Die Parallel-Erzählungen Bismarcks zu seinen Gedanken und Erinnerungen. (Diss.)

(Teildruck) Halle: Karras 1914 (Digitalisat), Hathi Trust
Halle a.S.: Niemeyer 1914 (Historische Studien 3)
- Goethe und die Jenaer Burschenschaft 1820. In: Jahrbuch der Goethe-Gesellschaft 3 (1916), S. 267–271 (Digitalisat)

auch als Sonderdruck: Weimar: Verlag der Goethe-Gesellschaft 1916
- Schulpforte – Geschichte des Zisterzienserklosters Pforte. Leipzig: Koehler & Amelang 1956